# 파주삼릉관리소
파주삼릉관리소(坡州三陵管理所)는 사적 제205호로 지정된 조선시대 왕릉(공릉·순릉·영릉·장릉) 및 원(소령원·수길원)을 보호·관리하기 위해 설립된 대한민국 문화재청 소속기관으로 파주삼릉관리소장(6급)은 행정주사ㆍ임업주사 또는 시설주사로 보한다. 경기도 파주시 조리읍 삼릉로 89에 위치하고 있다. 세계유산의 효율적인 관리를 위해 2012년 9월 12일 조선왕릉관리소 소속 지구관리소로 통합되면서 폐지되었다.

## 주요 업무
- 능·원 구역내의 문화재 및 시설물과 수목의 보호·관리
- 관람 및 문화재 활용에 관한 사항
- 기타 본 소와 출장소(장릉, 소령원·수길원)의 운영에 필요한 부대 사무 일반사항

## 같이 보기
- 파주삼릉